# Fünfstetten
Fünfstetten – miejscowość i gmina w Niemczech, w kraju związkowym Bawaria, w rejencji Szwabia, w regionie Augsburg, w powiecie Donau-Ries, wchodzi w skład wspólnoty administracyjnej Wemding. Leży na Wyżynie Frankońskiej, na terenie Parku Natury Dolina Altmühl, około 12 km na północ od Donauwörth, przy linii kolejowej Monachium – Norymberga.

## Polityka
Wójtem gminy jest Werner Siebert z CSU, poprzednio urząd ten obejmowała Christa Lechner, rada gminy składa się z 12 osób.
|      | CSU/PWG | CSU | PWG/FW | Razem |
| 2008 | -       | 8   | 4      | 12    |
| 2002 | 10      | -   | 2      | 12    |